# Военно-морские силы Тонги
Военно-морские силы Тонги (англ. Tongan Navy) — один из видов вооружённых сил королевства Тонга.

## Историческая справка
Морские силы королевства Тонга имеют богатую историю. В середине 19 века флот нового государства был сильнейшим среди других островных стран региона. Основу корабельного состава составляли как традиционные проа (самым крупным из них была Ra Mara'ma), так и корабли, построенные с использованием европейских технологий. Флот участвовал в экспансии на острова Фиджи.
К концу 19-го века правительство короля Джордж Тупоу I делало попытки модернизировать флот за счет приобретения парусных шхун, а также паровых судов, но ко времени, когда королевство стало протежируемым государством ВМФ утратил своё значение и прекратил своё существование.
Первое время, после получения независимости в 1970 году, для нужд сил обороны использовали гражданские суда. Так для восстановления суверенитета королевства Тонга над атоллами Миневра, в качестве десантного корабля использовали 500-тонный паром «Olovaha». Снова боевые корабли, первоначально в составе береговой охраны Tonga Defence Services, появились 10 марта 1973 года после получения патрульных катеров типа «Virgin Clipper». Спустя некоторое время береговая охрана была преобразована в военно-морские силы.

## Современное состояние
ВМС базируются на Touliki в Nukualofo (остров Тонгатапу) и вспомогательную ВМБ Velata в Pangai (остров Lifuka (Группа Хаапая)).
Основными задачами ВМС являются охрана территориальных вод и рыболовства, участие в миротворческих операциях и ликвидации последствий природных и техногенных чрезвычайных ситуаций.
В состав ВМС входит дивизион кораблей (англ. Maritime Defence Division) и морская пехота (англ. Royal Tongan Marines). Также в интересах ВМС действует авиакрыло вооруженных сил Тонги (англ. Air Wing). Командиры патрульных катеров имеет звание Lieutenant Commander, командующий Tongan Navy имеет звание Captain.

### Дивизион кораблей

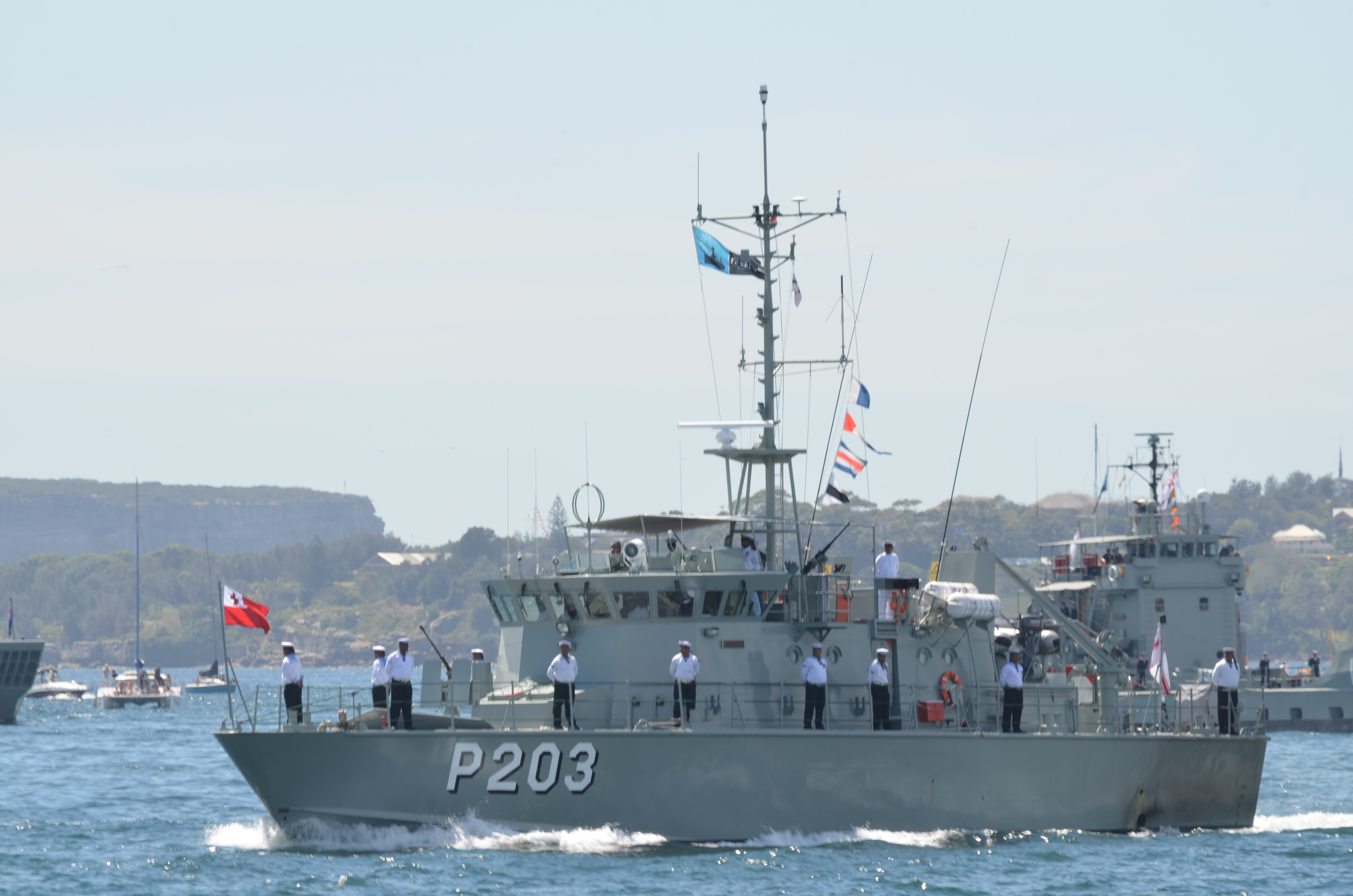
Р203 VOEA Savea. 2013

Личный состав Maritime Defence Division на 2010 год, составлял 102 человека (19 офицеров). Кроме того в составе подразделения числится группа иностранных военных специалистов. Все патрульные катера, которые фактически составляют весь флот, в 2009—2011 годах прошли модернизацию в Австралии. Вооружение патрульных катеров первоначально было ограничено двумя 12,7 мм пулемётами, по обеим сторонам на надстройке, но в последнее время такой же пулемет начали устанавливать в носовой части корабля.

#### Корабельный состав ВМС Тонги на 2019 год
| Номер                | Имя               | Тип                                   | Год вступления в строй флота | Примечания | Состояние на 2019       |
| Патрульные катера    | Патрульные катера | Патрульные катера                     | Патрульные катера            | Патрульные катера | Патрульные катера       |
| -------------------- | ----------------- | ------------------------------------- | ---------------------------- | --- | ----------------------- |
| P201                 | VOEA Neiafu       | Патрульные катера типа «Пацифик»      | 1989                         | Построен в Австралии в рамках программы совместной обороны, прошёл модернизацию в 2009 году.                                                                             | В строю                 |
| P202                 | VOEA Pangai       | Патрульные катера типа «Пацифик»      | 1990                         | Построен в Австралии в рамках программы совместной обороны, прошёл модернизацию в 2010 году.                                                                             | В строю                 |
| P203                 | VOEA Savea        | Патрульные катера типа «Пацифик»      | 1991                         | Построен в Австралии в рамках программы совместной обороны, прошёл модернизацию в 2011 году.                                                                             | В строю                 |
| P301                 | VOEA Ngahau Koula | Патрульные катера типа « Guardian»    | 2019                         | Построен в Австралии в рамках программы совместной обороны, должен заменить катер Neiafu. Второй катер того же типа должен быть поставлен в 2021 году                    | В строю                 |
| Десантные катера     |                   |                                       |                              | |                         |
| А401                 | VOEA Late         | Десантные катера типа LCM             | 2015                         | Построен в Австралии специально для ВМС Тонги. Вошел в строй в сентябре 2015.                                                                                            | В строю                 |
| Вспомогательные суда |                   |                                       |                              | |                         |
| A301                 | VOEA Lomipeau     | Малотоннажный танкер класса «Papenoo» | 1995                         | Построен в Норвегии в 1969 году. Перед передачей на Тонгу, служил во Французской Полинезии, как вспомогательное судно ВМС. Ранее носил названия «Punaruu» и «Bow Cecil». | Вероятно списан         |
| Неизвестно           | Titilupe          | Малая королевская яхта                | 19..                         | 36-футовая яхта Grand Banks 36. Возможно находиться в строю, но уже не используется.                                                                                     | Активно не используется |

.

#### Исторические корабли ВМС
| Номер | Имя                 | Тип                                      | Годы службы | Примечания                                                                                                   |
| ----- | ------------------- | ---------------------------------------- | ----------- | --- |
| P101  | VOEA «Ngahau Koula» | Сторожевые катера типа «Вирджин Клиппер» | 1973-1991   | Построен в Великобритании в рамках программы совместной обороны.                                             |
| P102  | VOEA Ngahau Siliva  | Сторожевые катера типа «Вирджин Клиппер» | 1976-1992   | Построен в Великобритании в рамках программы совместной обороны.                                             |
| C315  | VOEA Late           | Десантные катера типа LCM-8              | 1992-2015   | Построен в 70-х годах в Австралии, по изменённому проекту. С составе ВМС Австралии имел обозначение AB 1057. |

### Королевская морская пехота
В составе морской пехоты в 2010 году числилось 55 морских пехотинцев (4 офицера). В связи с тем, что морская пехота всё чаще привлекается к несению службы в горячих точках, их численность к началу 2011 года была увеличена почти вдвое. За последнее время практически все военнослужащие морской пехоты, прошли службу в боевых условиях. Подготовку пехотинцы проходят не только в учебном центре вооруженных сил Тонги, но и на учебных базах США и Великобритании. Основное вооружение — автоматические карабины M4, которые закуплены у Министерства обороны США в 2008 году.

### Авиакрыло
Формально отдельное подразделение, но авиация действует в интересах ВМС. Образована в 1986, но до 1996 года в составе имела только один самолёт Victa Airtoum. В настоящее время авиакрыло существует номинально и снова состоит только из одного самолёта Beechcraft Model 18S. Кроме того существует одномоторный American Champion Citabria, но в последнее время он не используется. Базируются в международном аэропорту Фуаамоту.
25 сентября 1995 года появилась информация о поставках российского вертолёта Ми-8МТ (зав. № 212М152), вертолёт был доставлен в страну на самолёте Ан-124 «Руслан», но он не используется.

#### Список воздушных судов
| Тип                        | Производство   | Назначение                                              | Количество | Годы службы              | Примечания |
| -------------------------- | -------------- | ------------------------------------------------------- | ---------- | ------------------------ | --- |
| Beechcraft Model 18S       | США            | Патрульный и транспортный самолёт                       | 1          | с 1996 года              | c 2009 года имеет б\н AW-1 |
| American Champion Citabria | США            | Лёгкий патрульный и учебно-тренировочный самолёт        | 1          | 1997-201?                | На 2011 год не используется. Вероятно, выведен из состава морской авиации. Бортовой номер AW-02 (бывший N8649V (сх 9/09).     |
| Victa Airtourer            | Новая Зеландия | Учебно-тренировочный самолёт                            | 1          | ноябрь 1985-октябрь 1986 | б\н DQ-FBD. Продан. |
| Sud-Aviation SA.330 Puma   | Франция        | Транспортно-десантный и поисково-спасательный вертолёт. | 1          | 199?-1998?               | Бывший вертолёт вооружённых сил Франции. После 1998 года информация о нём отсутствует. Также использовался как VIP-транспорт. |

- Курсивом выделены выведенные из состава Морской авиации.

## Префикс кораблей
Префикс кораблей VOEA (тонг. Vaka Oe Ene Afio, рус. Судно Его Величества).
Примечательно, что, в отличие от других стран содружества, в префиксе кораблей используется имя собственного монарха, а не королевы Великобритании, что подчёркивает особый статус государства.

## Флаги кораблей и опознавательный знак морской авиации
| Флаг | Гюйс | Королевский штандарт | Опознавательный знак |
| ---- | ---- | -------------------- | -------------------- |
|      |      |                      |                      |

- Королевский штандарт используется только во время нахождения монарха на борту корабля.
- Девиз ВМФ — TERRA MARIQUE (рус. На суше и на море).
- Префикс кораблей VOEA (тонг. Vaka Oe Ene Afio, рус. Судно Его Величества)
- В качестве гюйса используется государственный флаг королевства.
- В качестве флага военно-морских сил, принятого в 1985 году, используют белое полотнище, которое пересекает прямой красный крест Святого Георгия с бело-красной окантовкой, с красным греческим крестом в квадратном крыже в верхней части у древка. Соотношение сторон флага: 1:2.

## Участие в боевых действиях
В мае 2011 года катер Savea незаконно вошёл в территориальные воды Фиджи и забрал начальника штаба фиджийской армии полковника Тевита Мара, которому было предоставлено политическое убежище на Тонге.
10 июня 2011 года два сторожевых катера Тонги Savea и Pangai выдворили фиджийский сторожевой катер из лагуны одного из рифов Минерва, и восстановили там автоматический маяк, разрушенный незадолго до этого фиджийцами. После этого патрульные корабли флотилии осуществляют постоянный мониторинг территориальных вод в районе атоллов Telekitonga и Telekitokelau.
Королевская морская пехота принимала участие в миротворческих операциях на Соломоновых Островах, а также в составе международных коалиционных сил в Ираке и Афганистане.

## Интересные факты
Морская пехота неоднократно переподчинялась, так с 2003 года по 2006 она совместно с королевской гвардией входила в состав сухопутных сил.

## Галерея

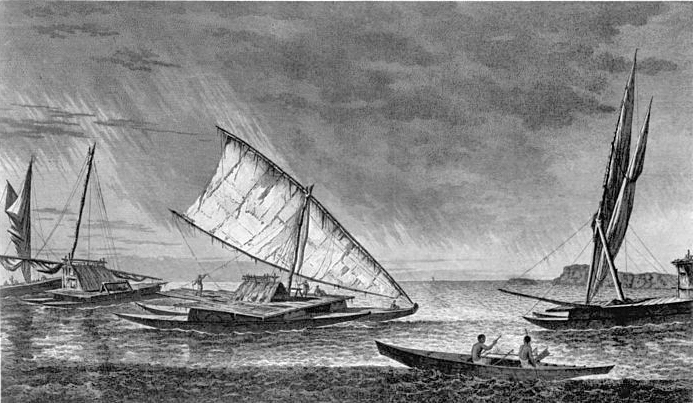
Тонгайские проа XVIII-XIX веков
Патрульные катера Neiafu, Pangai и Savea
Прибрежный танкер Lomipeau
Десантный катер Late
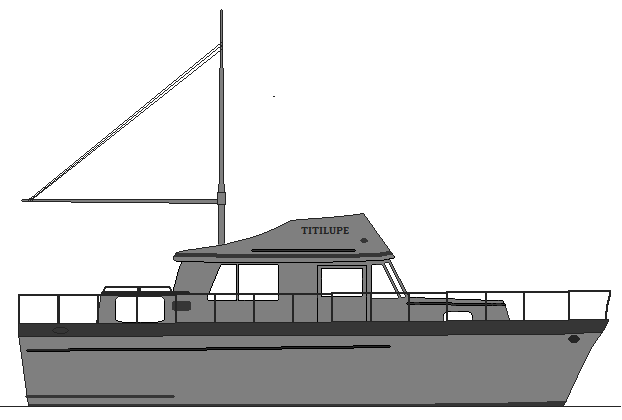
Малая королевская яхта Titilupe
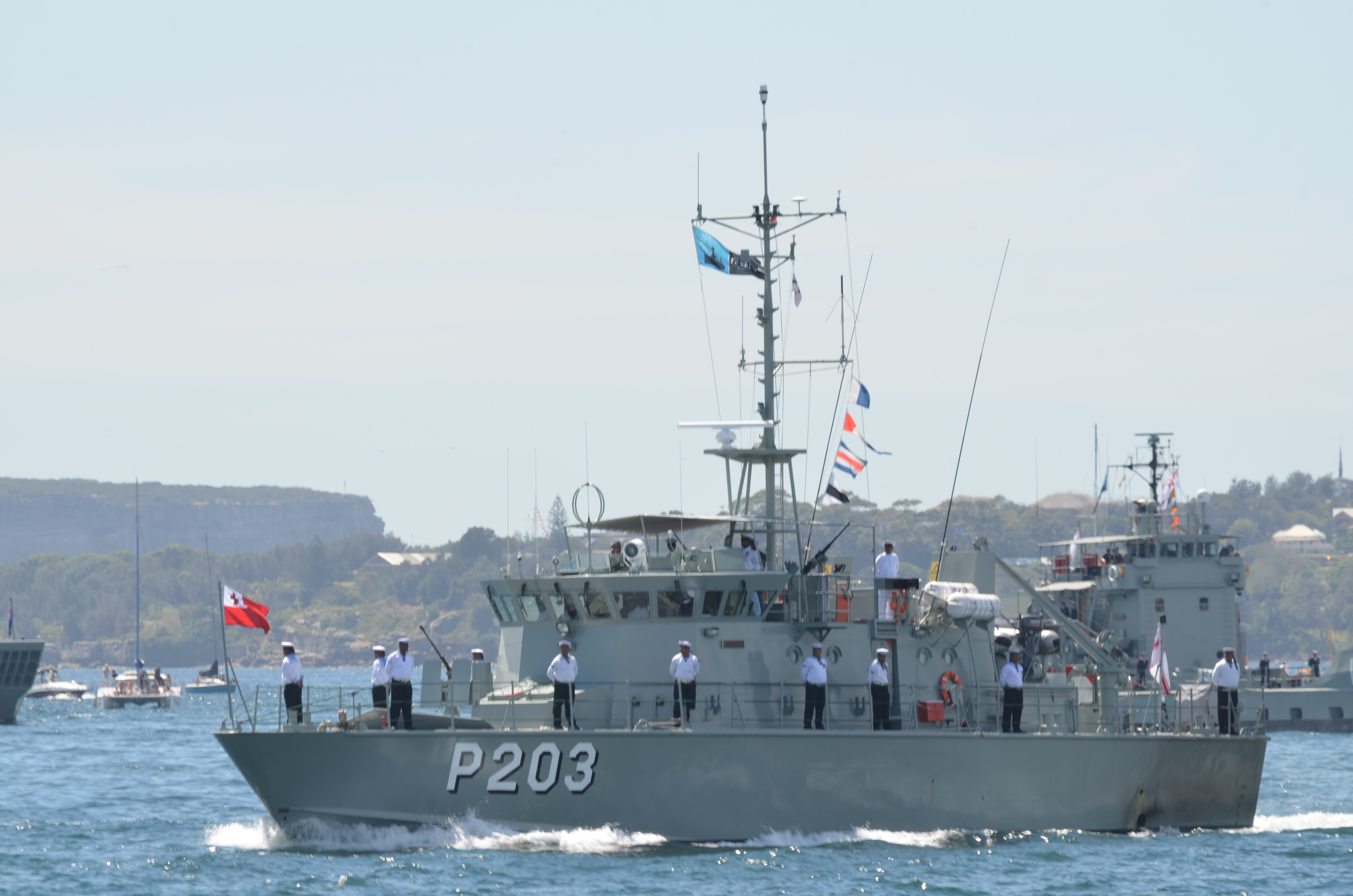
Патрульный катер Savea ВМС Тонги на праздновании дня ВМС Австралии в бухте Сиднея, 2013 год.
Beech G18S ВМС Тонги
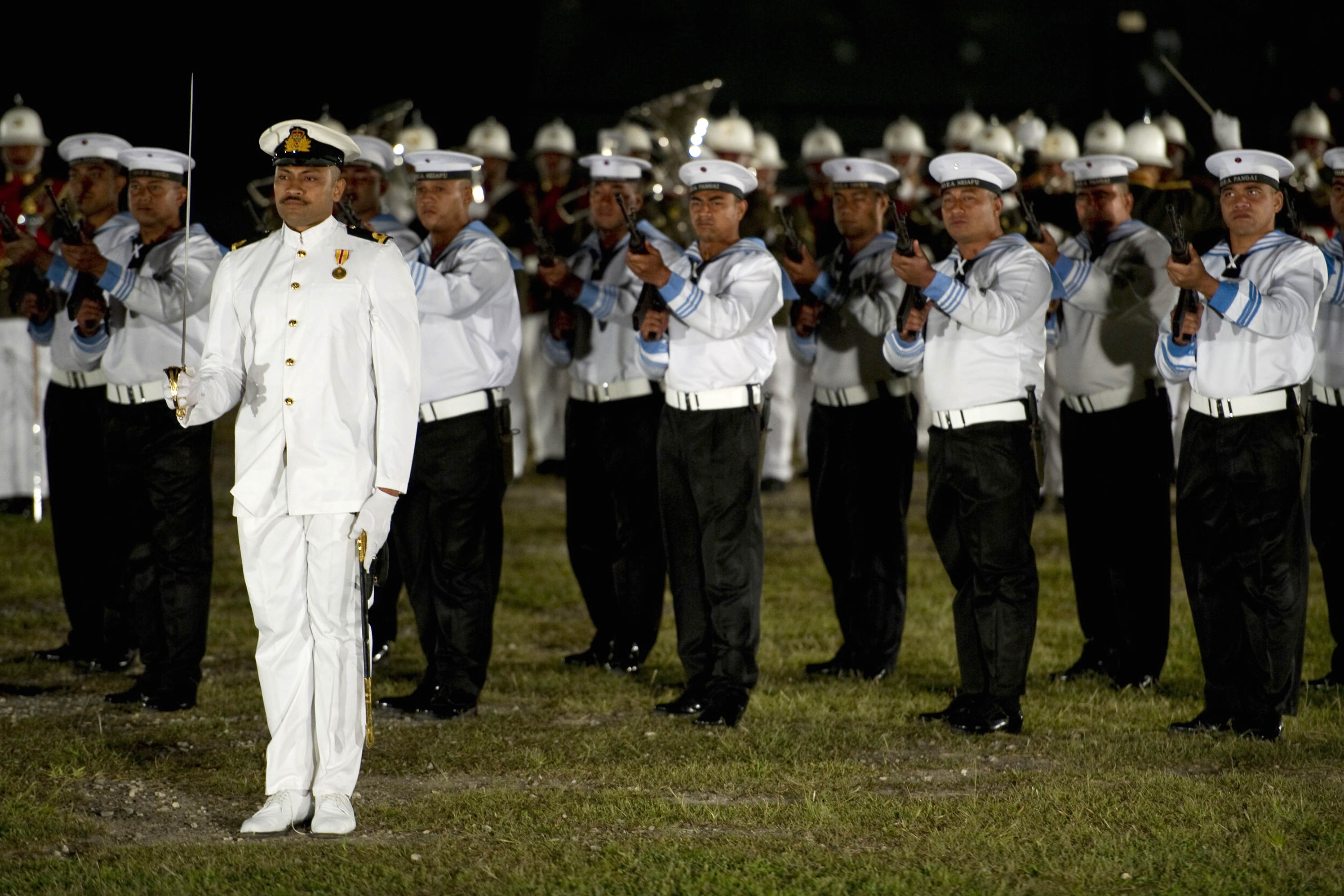
Почётный караул военнослужащих ВМС Тонги, 9 ноября 2010.
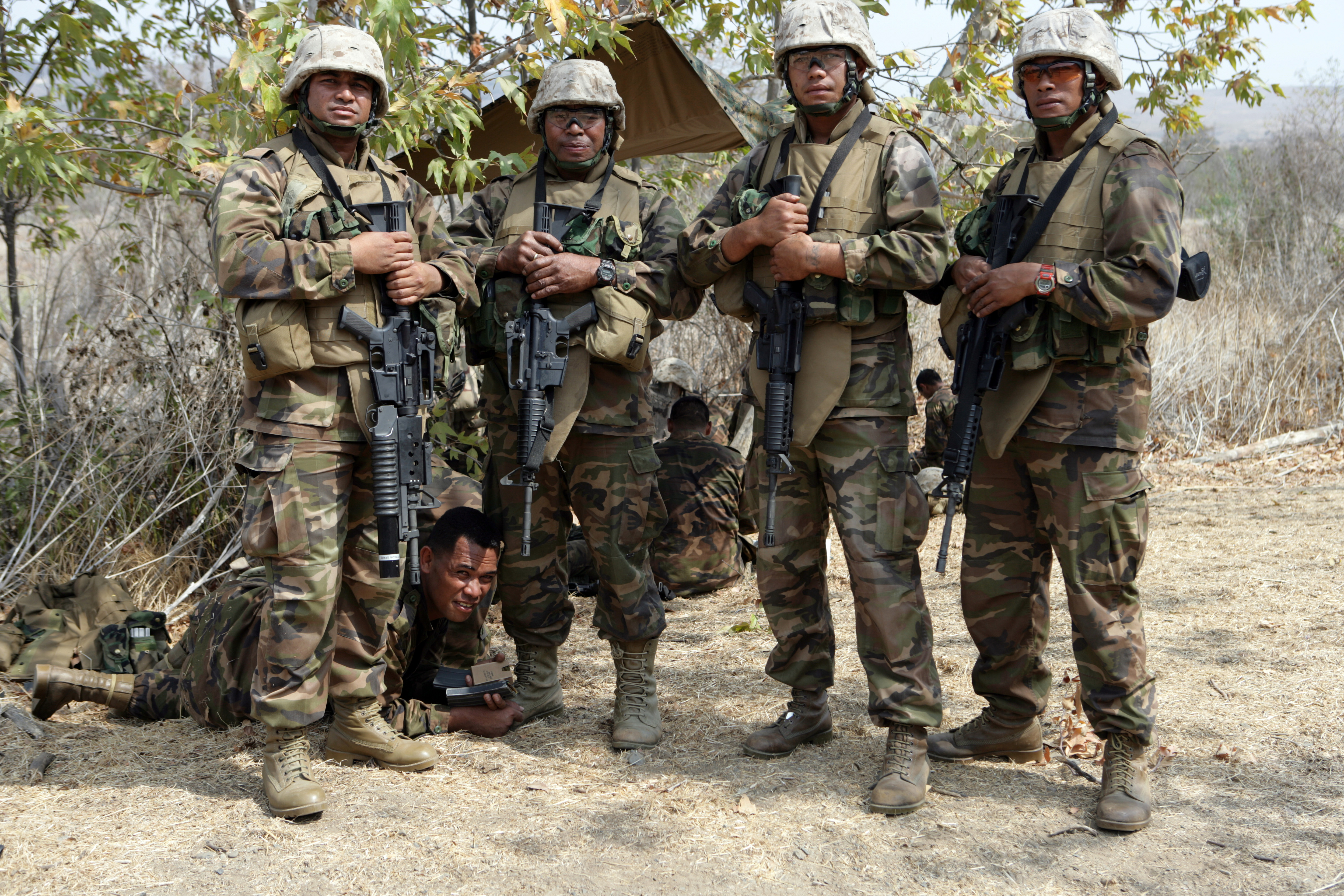
Морские пехотинцы во время тренировки в США, 2007 год.
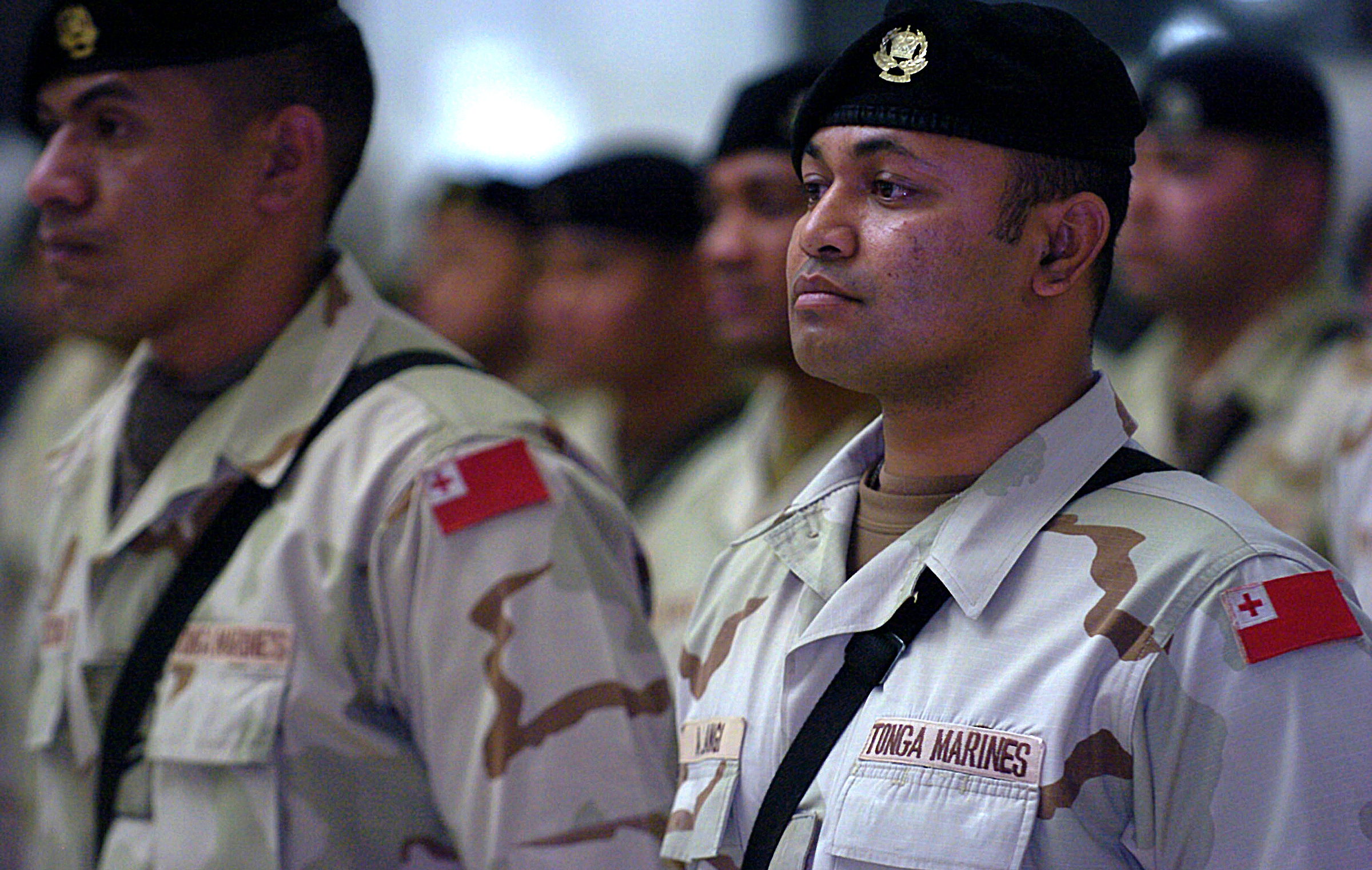
Морские пехотинцы в пустынной форме.
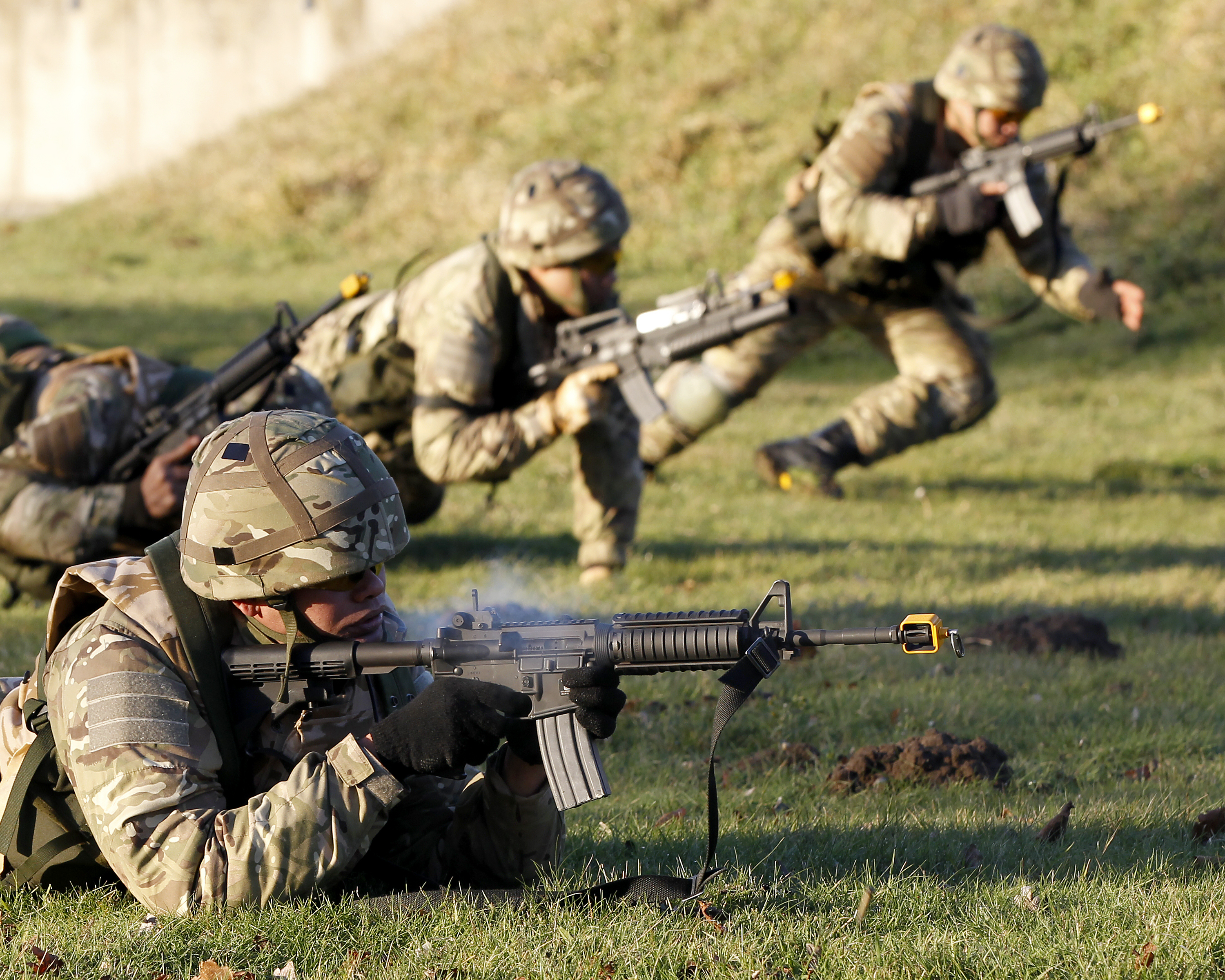
Морские пехотинцы во время тренировки в Великобритании, 2010 год.

- Схемы кораблей даны в разном масштабе